# Charles-Paul-François de Beauvilliers
Pour les autres membres de la famille, voir Maison de Beauvilliers.
Charles-Paul-François de Beauvilliers, Grand d'Espagne, dernier duc de Saint-Aignan, comte de Buzançais, est un militaire français, né à Paris le 17 décembre 1746 et décédé dans la même ville le 19 décembre 1828. Il est mis en possession de la Grandesse d'Espagne dont avait été pourvu en 1701 son grand-oncle Paul de Beauvilliers, duc de Saint-Aignan, gouverneur de Philippe V, le 28 juin 1765. Puis il hérite le titre de duc de Saint-Aignan en 1811, avant d'être nommé pair de France le 4 juin 1814.

## Biographie
Second fils du premier mariage (8 avril 1745) du duc Paul-Louis (1711-1757 ; fils du duc Paul-Hippolyte de Beauvilliers, 1684-1776 ) avec Auguste-Éléonore-Olympe-Nicole de Bullion de Fervaques, il épouse à Paris le 21 juin 1765, Marie Louise Bonne Charlotte de Mailly-Mareuil, qui lui donnera deux enfants morts en bas âge.
Officier de l'armée royale sous Louis XV et Louis XVI, il sert comme mestre de camp (8 avril 1779) commandant du régiment de Poitou infanterie avant d'être nommé brigadier d'infanterie le 5 décembre 1781 puis maréchal de camp le 9 mars 1788. Il est également fait chevalier de Saint-Louis. En 1791, il émigre avec son neveu, Raymond-François, duc de Saint-Aignan, dont il hérite les rangs et titres, après sa mort le 3 mai 1811. Sous la Restauration, il est nommé pair de France à vie le 4 juin 1814, lieutenant général des armées le 14 novembre suivant, pair héréditaire le 19 août 1815, duc-pair héréditaire le 31 août 1817. Durant le procès du maréchal Ney, il vote la mort.
Maire de Buzançais, il est également élu président du Conseil général de l'Indre le 14 août 1821.

Une rue de la ville de Buzançais porte son nom ; rue Paul de Beauvilliers.

Il meurt en 1828 sans laisser d'héritier.

## Sources
- Annuaire de la noblesse de France et des maisons souveraines de l'Europe, volume 14, 1857, p. 160.
- Dictionnaire de la Noblesse, par Badier, p. 239.
- Jean-Baptiste-Pierre Jullien de Courcelles:
  - Dictionnaire historique et biographique des généraux français, depuis le onzième siècle jusqu'en 1820, volume 2, 1821, p. 54-55
  - Histoire généalogique et héraldique des pairs de France: des grands dignitaires de la couronne, des principales familles nobles du royaume et des maisons princières de l'Europe, précédée de la généalogie de la maison de France, volume 6, 1826, p. 39-40
- Adolphe Robert, Gaston Cougny, Dictionnaire des parlementaires français de 1789 à 1889, Edgar Bourloton, 1889, tome 1, p. 231